# Pietro Correr (politico)

Stemma Correr

Pietro Correr (Venezia, 18 giugno 1707 – Venezia, 4 settembre 1768) è stato un politico e diplomatico italiano, membro della famiglia Correr ricoprì vari incarichi nel governo della Repubblica di Venezia, in particolare nei rapporti con l'Impero austro-ungarico e lo Stato della Chiesa. Operò anche a Costantinopoli, dove condusse lo scienziato Ruggero Boscovich.